# Tre Hawkins III
Larry Hawkins III (Temple, Texas; 1 de agosto de 2000) más conocido como Tre Hawkins III, es un jugador profesional estadounidense de fútbol americano, se desempeña en la posición de cornerback en New York Giants, en la National Football League (NFL).

## Carrera
Fue seleccionado en la Reunión Anual de Selección de Jugadores de la NFL de 2023. Hizo su debut profesional con el equipo New York Giants, lleva jugando una temporada.